# Sint-Paulus-pad
Het Sint-Paulus-pad is een langeafstandswandelpad in Turkije.
Dit ongeveer 500 kilometer lange pad begint in Perge, zo'n 10 kilometer ten oosten van Antalya, en loopt door tot Yalvaç, ten noordoosten van het meer van Eğirdir.
De naam van het pad verwijst naar de apostel Paulus, die het christendom naar West-Europa bracht en in de eerste eeuw tijdens zijn eerste missie Anatolië aandeed.
Lycische Weg · Sint-Paulus-pad · Evliya Çelebi Weg · Caria-pad · Pad van Abraham · Araratberg · Sarıkamış paden · Kaçkar · Hitieten-pad · Gastronomieroute · Onafhankelijkheidspad · Kürebergen-pad · Frygische Weg · Tolerantieweg · Tussen Twee Zeeën · Via Egnatia · Sultanspad